# La caponera
La Caponera es una telenovela colombiana realizada por RTI Televisión para Caracol Televisión en el año 2000. Está basada en la novela El gallo de oro del escritor mexicano Juan Rulfo, bajo la adaptación de Carlos Fernández de Soto, Ana Fernanda Martínez y Ernesto Zamara.
Es protagonizada por Margarita Rosa de Francisco y Miguel Varoni, con la participación antagónica de Juan Ángel.

## Sinopsis
La Caponera (Margarita Rosa de Francisco) es una bella y sensual mujer que canta en las ferias, en una de ellas conoce a Dionisio Pinzón (Miguel Varoni), un pregonero aficionado a las peleas de gallos. Desde entonces comenzó a ganar en las galleras y encuentra un gallo de oro, un animal único e invencible. En ese momento Dionisio se da cuenta de que La Caponera es su amuleto de la suerte.
María Elena Arboleda "La Caponera" suele viajar de pueblo en pueblo, en todos se encuentra rivalizando con su enemiga conocida como "La Violetera", una mujer envidiosa capaz de todo con tal de vencerla y ser la única atracción de Las Ferias.
Un día, Dionisio conoce a Lorenzo Benavides, un experto gallero que quiere apoderarse del gallo y de la Caponera. Pero un día Dionisio salva a Lorenzo de morir y en agradecimiento le ofrece su amistad. Así se crea un triángulo amoroso entre una cantante y dos amigos.

## Elenco
- Margarita Rosa de Francisco como Bernarda Acuña Cutiño "La Caponera".
- Miguel Varoni como Dionisio Pinzón.
- Juan Ángel como Lorenzo Benavides.
- Héctor Ulloa como Cuba.
- Helios Fernández como Cárdenas
- Victoria Valencia como Francisca Pinzón
- María Fernanda Martínez como La Violetera.
- Juan Carlos Arango como Medardo Pinzón / Gildardo Pinzón (padre de los Pinzón).
- María José Martínez como Bernarda Lorenza Pinzón Arboleda "La Pinzona".
- María Alejandra Pinzón Pérez como María Elena Arboleda "La Caponera" (niña) / Bernarda Lorenza Pinzón Arboleda "La Pinzona" (niña).
- Marcela Forero como Cristina(niña). Mejor amiga de "La Pinzona".
- Jorge Cárdenas como Medardo Pinzón Jr.
- Manolo Cruz como Medardo Pinzón Jr. (niño)
- Carmenza González como  Doña Asunción de Pinzón (madre de los Pinzón).
- Larry Guillermo Mejía como Colinche.
- Julio Pachón como  Harold Serna "Pocalucha".
- Patricia Castaño como La Profe Nidia.
- Camilo Sáenz como Sebastián Benavides.
- Andrés Fierro como Sebastián (niño).
- Ana Soler como Lucero Cantillo" La Guajira".
- Natasha Klauss como Amparito.
- Mariela Rivas como "Mamá de Amparito".
- Julio del Mar como Gabriel "Patillas" Fajardo.
- Gustavo Angarita Jr. como Amir.
- Juan Carlos Campuzano como Comandante del pueblo
- Luis Fernando Ardila como Don Javier.
- Claudia Arroyabe como Maribel.
- Ismael Barrios como Jesús Arévalo "Garganta de Lata" (amigo de Pocalucha).
- Rafael Cardoso como Lisandro Zapata "Come Gato" (amigo de Pocalucha).
- Mauricio Figueroa como Don Sebastián.
- Silvio Ángel como El Mono.
- Alexandra Restrepo como Clemencia.
- Jacqueline Henríquez como Doña Lilia.
- Alfonso Ortiz como El Divino.
- Inés Oviedo como Margarita.
- José Luis Paniagua como  Rogelio Velasco.
- María Emilia Kamper como Sandra Milena Velasco.
- Julio Echeverri como Melitón
- Rosalba Goenaga como Petra
- Víctor Rodríguez como Aristarco
- Jorge Rubiano como Raulito.
- Juan Pablo Garcés como Santiago.
- Carlos Barbosa como Don Aurelio.
- Diego Camacho como Don Benigno.
- Jairo Florián como Don Segundo Colmenero.
- Víctor Gómez como  Tercero Colmenero.
- Víctor Cifuentes como Don Ricauter Salcedo (alcalde de San Miguel).
- María Cristina Gálvez como Justica Piera Montilla (primera dama de San Miguel).
- Hugo Gómez como El Muela.
- Víctor Hugo Trespalacios como Pastor.
- Jorge Herrera como Facundo.
- Adriana Franco como Matilde.
- Roberto Marín como Serafín.
- Miguel Alfonso Murillo como El Tigre.
- Luis Miguel Hurtado como Don Carlos.
- Jaime Barbini como Don Luis.
- Alberto Saavedra como Don David Posada.
- Carlos Hurtado como Pancracio.
- Margarita Rosa Arias como Norma.
- Julio Correal como Domingo Arboleda.
- José Saldarriaga como Amigo y gallero de La Guajira.
- Morella Zuleta
- Armando Gutiérrez
- Andrea Quejuán
- Vicky Rodríguez
- Jairo Soto
- Óscar Mauricio Rodríguez
- Isabel Campos

### Invitados Especiales
- Fernando González Pacheco como El mismo.
- Helenita Vargas como Ella misma.
- Jorge Barón como El mismo.
- Luis Alejandro Delgado como El Pilo.
- Mario Parra como El pregonero.

## Versiones
- El gallo de oro: Película dirigida por Roberto Gavaldón para Casa Films Mundiales en 1964, protagonizada por Lucha Villa, Ignacio López Tarso y Narciso Busquets.

- El gallo de oro: Serie de televisión realizada por RTI Televisión para Cadena Uno en 1981, protagonizada por Amparo Grisales y Frank Ramírez.

- El gallo de oro: Serie de televisión realizada por W Studios para TelevisaUnivision en 2023, protagonizada por Lucero y José Ron.